# Vivian Ruijters
Vivian Ruijters (Kerkrade, 31 augustus 1971) is een Nederlandse voormalige atlete, die gespecialiseerd was in de lange afstand. In totaal werd ze viermaal Nederlands kampioene en won zij in haar sportcarrière diverse wegwedstrijden, zoals de Plassenloop (2001), marathon van Eindhoven (2003) en Groet Uit Schoorl Run (2004). In 2007 begon ze samen met haar partner Dennis Kaspori de hardloopwebsite en het latere tijdschrift Losse Veter, die vanaf 2019 bekend staan als RunningNL. Ze is familie van tweevoudig nationaal kampioene Evelien Ruijters.

## Loopbaan

### Jeugdjaren
Ruijters werd op negenjarige leeftijd lid van atletiekvereniging Achilles Top in haar woonplaats Kerkrade. Nadat het gezin verhuisde naar de Selfkant, kwam ze uit voor AV Unitas uit Sittard. In 1990 won ze bij de NK junioren de 3000 meter met 40 seconden voorsprong. Op de 1500 m ging ze met een versnelling van Stella Jongmans mee en viel ze daarna stil. Hierdoor kon Sandra Hofmans haar nog voorbij sprinten. Tijdens haar studie wiskunde aan de Pedagogisch Technische Hogeschool stapte Ruijters over naar PSV Atletiek. Vervolgens studeerde ze met een sportbeurs management & business aan de Abilene Christian University in Texas.

### Baan opgegeven voor sportloopbaan
Op 1 november 2000 zegde Vivian Ruijters haar baan als wiskundelerares op om zich volledig op atletiek te kunnen richten. In december van dat jaar verbleef ze een maand in het 2300 m hoog gelegen High Altitude Centre van Lornah Kiplagat. De nuchtere en ontspannen houding van de Kenianen werkte aanstekelijk. Ruijters zou in de jaren daarna twee tot drie keer per jaar naar Kenia gaan om te trainen. Terug in Nederland verbeterde ze haar persoonlijk record op de halve marathon bij de City-Pier-City Loop naar 1:13.19 en later in april dat jaar bij de De Gooi- en Eemlander Spanderswoudloop (10 km) haar persoonlijk record van 34.19 naar 32.55.

### Nederlandse titels
Haar nationale doorbraak beleefde Ruijters in 2001 met het winnen van het Nederlandse kampioenschap op de 5000 m en de 10.000 m. Een jaar eerder was ze al eens tweede geworden op het NK marathon.
In 2002 werd ze op de marathon van Rotterdam Nederlands kampioene op de marathon en zevende in totaal in een door Japanners gedomineerd veld met 2:37.36. Haar tijd was niet voldoende om zich te kwalificeren voor de Europese kampioenschappen. Dat jaar prolongeerde ze in Zeist haar titel op de 10.000 m. In het jaar erop nam ze opnieuw deel aan de marathon van Rotterdam. Met een snelle 2:39.22 eindigde ze op een zevende plaats en toch nog bijna 14 minuten achter de Servische winnares Olivera Jevtić (2:25.23).

### Blessureleed
Ook in 2004 stond de marathon van Rotterdam weer op het programma. Kort daarvoor kondigde zich echter een bekken- en hamstringblessure aan, die voor Ruijters een periode van drie jaar fysiek ongemak inluidde. Een verkeerde fysiotherapeutische behandeling bezorgde haar vervolgens een zware rugblessure, waarna ook haar kuiten begonnen op te spelen. Uiteindelijk, na vele medische onderzoekingen en behandelingen, kwam een vernauwing van twee bekkenslagaders aan het licht, waaraan de Rotterdamse in mei 2007 werd geopereerd.
De operatie heeft haar weer terug op het goede pad geholpen, zoals in het najaar van 2007 bleek tijdens de Besthemenerbergcross in Ommen over 5,5 km, waar zij haar rentree maakte en die zij meteen won in 23.31 minuten. Tevreden blikte de Rotterdamse na afloop op haar eerste optreden sinds lange tijd terug. "Kom je net terug van een blessure dan mag je op zo'n zwaar parcours geen wereldtijden verwachten. Ik liep gewoon lekker en dat telt momenteel voor mij, de tijden zijn in dit stadium van ondergeschikt belang".
In 2008 volgde een tweede operatie, wederom in het Máxima Medisch Centrum in Veldhoven. Daarna liet Ruijters zich door haar vader overhalen om de Transalpine Run te lopen, die dat jaar 240 kilometer lang was en van Ruhpolding in Beieren naar Sexten in Zuid-Tirol liep. Tijdens de achtdaagse bergloop merkte Ruijters dat ze steeds sterker werd en dat gaf de inspiratie om haar trainingen weer op te pakken. Eens in de week reisde ze daarvoor van Rotterdam naar Eindhoven om met de atletengroep van Luc Krotwaar te trainen.

### Losse Veters
Tijdens haar blessureperiode kon Ruijters niet voluit hardlopen, maar er wel volop over schrijven. Samen met haar partner Dennis Kaspori begon ze in 2007 de hardloopwebsite Losse Veter, die begin 2010 gemiddeld 8000 bezoekers per dag trok. Succes smaakt naar meer, en dus kwam er een papieren tijdschrift onder dezelfde naam bij, en de website WomenOn.nl, en het tijdschrift GYM magazine. De Losse Veter-columns en het uitgebreide persoonlijke archief van Marti ten Kate werden bewerkt tot het boek Oerend hard. Vanaf 2019 ging Losse Veter verder als RunningNL.
Ruijters schrijft sinds 2008 ook freelance voor De Telegraaf en produceert sinds 2010 video's voor European Athletics.
In september 2022 werd Ruijters sportregisseur voor de wijken Tongelre en Woensel-Noord.
Vivian Ruijters werd na PSV, lid van Prins Hendrik in Vught, en sloot zich later aan bij de atletiekverenigingen PAC en Improve Road Runners.

## Nederlandse kampioenschappen
| Onderdeel | Jaar       |
| --------- | ---------- |
| 5000 m    | 2001       |
| 10.000 m  | 2001, 2002 |
| marathon  | 2002       |

## Persoonlijke records
Baan
| Onderdeel   | Prestatie | Datum            | Plaats      |
| ----------- | --------- | ---------------- | ----------- |
| 1500 m      | 4.18,71   | 18 juli 1998     | Papendal    |
| 1 Eng. mijl | 4.54,97   | 29 mei 2001      | Zevenbergen |
| 3000 m      | 9.22,21   | 7 juli 2000      | Papendal    |
| 5000 m      | 15.49,20  | 24 augustus 2001 | Apeldoorn   |
| 10.000 m    | 33.39,44  | 12 april 2001    | Veenendaal  |

Weg
| Onderdeel      | Prestatie | Datum            | Plaats              |
| -------------- | --------- | ---------------- | ------------------- |
| 10 km          | 32.55     | 1 april 2001     | Hilversum           |
| 15 km          | 51.08     |                  |                     |
| 20 km          | 1:09.08   | 11 maart 2001    | Alphen aan den Rijn |
| halve marathon | 1:13.19   | 24 maart 2001    | Den Haag            |
| 30 km          | 1:49.58   | 15 februari 2004 | Schoorl             |
| marathon       | 2:36.36   | 10 oktober 2003  | Eindhoven           |

Indoor
| Onderdeel | Prestatie | Datum           | Plaats  |
| --------- | --------- | --------------- | ------- |
| 1000 m    | 2.55,2    | 25 januari 1997 | Bullock |

## Prestatieontwikkeling
| Jaar | Tijd (marathon) |
| ---- | --------------- |
| 1999 | 2:46            |
| 2000 | 2:40.23         |
| 2001 | 2:37.34         |
| 2002 | 2:37.36         |
| 2003 | 2:36.36         |

## Palmares

### 3000 m
- 1990:  NK Junioren - 10.29,97[3]
- 1995:  NK indoor - 9.41,48
- 1996:  NK indoor - 9.32,75
- 1997:  Texas Relays in Austin - 9.41,14
- 2003:  Gouden Spike - 9.40,94

### 5000 m
- 1999: 5e NK - 16.43,81
- 2000: 4e NK- 16.26,76
- 2001:  NK - 16.26,31
- 2003:  Rob Druppers Meeting in Utrecht - 16.27,25

### 10.000 m
- 1999: 4e NK - 35.37,02
- 2001:  NK - 33.39,44
- 2002:  NK - 34.40,32

### 5 km
- 2004:  Marikenloop - 17.28

### 4 Eng. mijl
- 2001: 6e 4 Mijl van Groningen - 22.36

### 10 km
- 1992: 4e Parelloop - 37.47
- 1993: 5e Parelloop - 37.14
- 1998:  Stadsloop Appingedam - 36.02
- 1998:  Wolfskamerloop #3 in Huizen - 35.03,6
- 1999:  Ronde door Overmeer in Nederhorst den Berg - 34.45
- 1999:  Wolfskamerloop in Huizen - 35.44
- 2000:  Spanderswoudloop in Hilversum - 35.57
- 2000: 4e Stadsloop Appingedam - 35.47
- 2000:  Salverda Berkumloop in Zwolle - 34.52
- 2000:  Wolfskamerloop in Huizen - 36.08
- 2000: 7e Zwitserloot Dak Run - 35.51
- 2000: 22e Tilburg Ten Miles - 36.50
- 2001:  Spanderswoudloop in Hilversum - 32.55
- 2001: 4e Almere - 34.41
- 2001: 6e Parelloop - 34.15 (snelste Nederlandse)
- 2001: 11e Tilburg Ten Miles - 34.57
- 2001: 4e Stadsloop Appingedam - 35.03
- 2002: 8e Parelloop - 35.01
- 2002: 6e Tilburg Ten Miles - 34.28 (snelste Nederlandse)
- 2002:  Salverda Berkumloop in Zwolle - 34.43
- 2003:  Dalfsen - 40.03
- 2003:  Parelloop - 34.27
- 2003:  Ronde door Ovemeer - 34.44
- 2003:  Almere Marathon - 36.59
- 2003: 8e Tilburg Ten Miles - 35.15
- 2003:  Salverda Berkumloop in Zwolle - 35.25
- 2003:  Wegenerloop - 35.59
- 2003:  Sevenaer Run in Zevenaar - 33.46
- 2004:  Hemmeromloop - 36.26
- 2004: 8e Parelloop - 36.28
- 2004: 7e Zwitserloot Dak Run - 37.44
- 2004: 16e Tilburg Ten Miles - 37.19
- 2004: 10e Almere Great 10 - 36.36
- 2005:  Goudse Nationale Singelloop - 39.15
- 2005:  Vondelparkloop - 35.58
- 2005:  Keukencentrum Tielemanloop in Sommelsdijk - 38.32

### 15 km
- 1994: 19e Zevenheuvelenloop - 56.30
- 1995: 17e Zevenheuvelenloop - 58.11
- 1999:  Plassenloop - 58.23
- 1999: 8e Zevenheuvelenloop - 54.07
- 2000: 16e Zevenheuvelenloop - 55.08
- 2001: 12e Zevenheuvelenloop - 52.30
- 2002: 5e Montferland Run - 55.43
- 2002: 9e Zevenheuvelenloop - 54.19
- 2003: 9e Montferland Run - 55.36
- 2004:  Bruggenloop - 52.43

### 10 Eng. mijl
- 1999: 5e Gildehuysloop - 59.49
- 2000:  Gildehuys - 59.30
- 2001: 17e Dam tot Damloop - 58.57
- 2002: 14e Dam tot Damloop - 57.48
- 2003: 14e Dam tot Damloop - 1:00.19
- 2004: 13e Dam tot Damloop - 1:06.34

### 20 km
- 2001: 7e 20 van Alphen - 1:09.18
- 2002: 8e 20 van Alphen - 1:09.49
- 2005: 9e 20 van Alphen - 1:17.38

### halve marathon
- 1994: 7e NK in Wolphaartsdijk - 1:25.01
- 1996:  halve marathon van Dronten - 1:18.45
- 1999: 12e halve marathon van Egmond - 1:16.46
- 1999: 5e NK - 1:16.12 (11e overall)
- 1999: 5e halve marathon van Dronten - 1:18.30
- 2000: 13e halve marathon van Egmond - 1:20.56
- 2000: 7e NK in Den Haag - 1:18.51 (21e overall)
- 2000: 10e Dam tot Damloop - 1:16.29
- 2001: 6e halve marathon van Egmond - 1:15.42
- 2001: 6e City-Pier-City Loop - 1:13.19
- 2001:  halve marathon van Best - 1:15.23
- 2001: 4e halve marathon van Utrecht - 1:17.47
- 2001:  halve marathon van Maastricht - 1:17.10
- 2002: 8e City-Pier-City Loop - 1:13.43
- 2002:  halve marathon van Groningen - 1:19.54
- 2003: 8e halve marathon van Egmond - 1:21.49
- 2003:  Stadsloop in Maastricht - 1:16.51
- 2003: 8e Bredase Singelloop - 1:17.38
- 2003:  halve marathon van Rockanje - 1:19.42
- 2003:  halve marathon van Maastricht - 1:16.51
- 2004: 14e halve marathon van Egmond - 1:23.41
- 2004: 5e NK in Den Haag - 1:19.29 (12e overall)
- 2005: 7e Rabobank Goed Beter Best-loop - 1:21.35
- 2007: 9e Houtwijkkerstloop - 1:29.38

### 30 km
- 2002:  De Dertig van Tilburg - 2:02.41
- 2003:  Groet Uit Schoorl Run - 1:52.02
- 2004:  Groet Uit Schoorl Run - 1:49.58

### marathon
- 2000:  marathon van Almere - 2:46.18
- 2000:  NK in Eindhoven - 2:40.23 (2e overall)
- 2001:  NK in Rotterdam - 2:37.34 (9e overall)
- 2002:  NK in Rotterdam - 2:37.36 (7e overall)
- 2003:  NK in Rotterdam - 2:39.22 (7e overall)
- 2003:  marathon van Eindhoven - 2:36.36

### veldlopen
- 1992:  Abdijcross - 15.19
- 1993:  Abdijcross - 15.07
- 1995:  Abdijcross - 19.32
- 1999:  Abdijcross - 18.31
- 1999: 22e Warandeloop - 22.42
- 2000: 15e Warandeloop - 22.06
- 2000:  Sylvestercross - 21.30
- 2001: 5e Sprintcross in Breda - 20.52
- 2001: 5e MagicMinds Sylvestercross in Soest - 21.59,3
- 2002: 11e Geminicross - 22.26
- 2003: 17e Warandeloop - 22.19
- 2007:  Besthemenerbergcross - 23.31
- 2009: 4e Abdijcross - 41.16
- 2010:  Abdijcross - 19.55

### berglopen
- 2005:  NK - 32.21